# Gmina Horsens (1970–2006)
Gmina Horsens (duń. Horsens Kommune)  – w latach 1970–2006 (włącznie) jedna z gmin w Danii w ówczesnym okręgu Vejle Amt. 
Siedzibą władz gminy było miasto Horsens. 
Gmina Horsens została utworzona 1 kwietnia 1970 na mocy reformy podziału administracyjnego Danii. Po kolejnej reformie w 2007 r. weszła w skład nowej gminy Horsens.

## Dane liczbowe
- Liczba ludności: (♀ 29 130 + ♂ 29 430) = 58 560
  - wiek 0-6: 8,6%
  - wiek 7-16: 12,2%
  - wiek 17-66: 67,0%
  - wiek 67+: 12,3%
- zagęszczenie ludności: 311,5 osób/km²
- bezrobocie: 5,0% osób w wieku 17-66 lat
- cudzoziemcy z UE, Skandynawii i USA: 202 na 10 000 osób
- cudzoziemcy z krajów Trzeciego Świata: 364 na 10 000 osób
- liczba szkół podstawowych: 15 (liczba klas: 299)